# 小林覚
小林 覚（こばやし さとる、1959年4月5日 - ）は、囲碁棋士。日本棋院元理事長（2019年4月-2024年6月）、木谷實九段門下、九段。
第19期棋聖。第20期碁聖、三星火災杯世界オープン戦準優勝など。第29回棋道賞最優秀棋士賞受賞。
木谷道場の中で最も若い七大タイトル獲得者（門下では7人目で最後の獲得者）。
兄姉弟4人皆プロ棋士で(小林千寿五段、小林健二七段、小林孝之準棋士二段)その末弟。なお同姓の小林光一名誉三冠は同じ木谷門下の兄弟子ではあるが血縁関係は無い。

## 経歴
長野県松本市に生まれ、プロに2子を置けば負けないほどの実力の父に、3歳からスパルタ教育を受ける。1966年に本格的な修行のために一家で東京に移る。長姉の千寿は6歳から一時期木谷の内弟子となっていたが、上京とともに4兄弟で木谷道場に入門し、翌年の8歳の時から内弟子となり、その翌年には通い弟子に戻る。加えて孝之は瓊韻社の富田忠夫八段、覚は岩本薫九段にも師事する。覚が内弟子になった1967年頃、内弟子にはすでに成人した石田芳夫（現・二十四世本因坊）や加藤正夫（現・名誉王座）、入段したばかりの小林光一（現・名誉棋聖・名誉名人・名誉碁聖）、趙治勲（現・名誉名人）らがいた。道場には中学生で級位者の信田成仁がおり、年下の覚が7子置かせて打っていたが1973年に覚を追い越して入段した。これに覚はショックを受け兄弟では1972年の千寿に続いて、1974年に入段。低段時代から好成績を挙げ、同年代の山城宏、片岡聡、王立誠などと好ライバルであり、片岡、王、新垣武、健二らと研究会を行ない、「神楽坂グループ」とも呼ばれた。1976年四段、42勝10敗の成績で棋道賞新人賞。
1981年に堀越高等学校で同級生だった女優の村地弘美と結婚。1984年に「囲碁クラブ」誌主催で、棋聖・名人であった趙治勲と山城、王、覚の3人による「新撰組」による「必殺打込み勝負」を1年間行い、一時は二子に打ち込まれるが、最後は互先に戻した。同年八段。1986年の第2回日中スーパー囲碁では5人抜きを達成。1987年九段。1992年にIBM早碁オープン戦優勝、同年から兄弟子の小林光一碁聖に3年連続挑戦するも敗退。
1995年最高棋士決定戦で森田道博七段・工藤紀夫九段・兄弟子の加藤正夫王座、決勝3番勝負で同じく兄弟子である小林光一名人に半目負けの後2連勝して優勝。第19期棋聖位への挑戦権を獲得する。棋聖戦では本因坊を6連覇し棋聖も含め三冠を取っていた同じく兄弟子の趙治勲棋聖本因坊王座に挑戦し1勝2敗のあと3連勝して4勝2敗で初の七大タイトルとなる棋聖位を獲得。
同年NHK杯で決勝で清成哲也九段に勝ち優勝。第20期碁聖戦で林海峰を3勝1敗で破り碁聖位を獲得。2冠となる。棋道賞最優秀棋士賞受賞。賞金ランキングで自己最高の2位につける。
翌年、趙に棋聖位を奪還され、その翌年に再挑戦するが敗れる。
2000年12月26日、江蘇省泰州市で行われた春蘭杯世界囲碁選手権戦に参加した際、柳時熏の頬をグラスを持った手で打ち、負傷させる事件を起こした。対局後の酒の席での出来事であり、喧嘩をしていたわけではなかったもののグラスが割れたことで柳が負傷したこともあり、同月に日本棋院は小林に1年間の謹慎処分を言い渡した。小林はこの件に際して引退願いを提出したが、日本棋院は小林が充分反省していることを理解した上で、将来の囲碁界のため尽力するのが一番と考え引退願いは預かりとした。その後、小林は当初の設定期間より4ヶ月早い2001年9月に謹慎を解かれており、小林と柳の間に和解が成立したためと日本棋院から説明された。
2005年、第30期名人戦リーグで7勝1敗で山下敬吾天元とのプレーオフとなる。挑戦者決定プレーオフで1目半勝ちし名人位初挑戦となる。張栩名人王座との七番勝負は開幕3連敗するも3連勝し返し、第7局まで持ち越せたが中押し負けで敗れた。
2006年には賞金ランキング6位。
2007年に第31期棋聖戦Bリーグを4勝1敗で1位通過。Aリーグ1位の羽根直樹九段との挑戦者決定戦で中押し勝ちし10年ぶりに棋聖位挑戦者となる。しかし山下敬吾棋聖に4連敗し敗退。
2011年12月1日、通算1000勝達成 (507敗1ジゴ)。日本棋院棋士として史上14人目。
2013年、第3回マスターズカップ優勝。賞金ランキング8位。
2015年、第5回マスターズカップベスト4。
2016年、第6回マスターズカップベスト4。通算1100勝達成。
2017年、第7回マスターズカップ優勝。
2019年4月2日、同年3月に辞任した團宏明のあとを受けて日本棋院理事長に就任。2024年、武宮陽光に理事長を交代。
2019年10月には活動を再開した全日本囲碁連合の理事・副会長に就任。同職も武宮陽光にひきついだ。

## 人物
『碁ワールド』誌では、2005年「女流プロ、ここが強い!」、2006-07年「サトルの目、アマ有段の目」、2008年「ビストロサトル 定石選択のレシピ教えます」、2009年「ビストロサトル 攻防の基本レシピ教えます」と、講座を長期連載。趣味は競輪で「競輪は知力、囲碁は体力」の語もある。

## 棋風
厚みを重視した柔軟な棋風とも言われるが、本人は読みを基調とする碁と言い、特に趙との七番勝負以後は鋭い踏み込みのある碁となる。

## 獲得タイトル結果
| 棋戦           |
| 三大タイトル   |
| 他七大タイトル |
| 国際タイトル   |
| 他大会         |

|      | 数 | 棋戦                   | 期・回 | 対局日    | 相手             |     |
| ---- | -- | ---------------------- | ------ | --------- | ---------------- | --- |
| 優勝 | 1  | 新鋭トーナメント戦     | 13期   | 1982年    | 神田英五段       | 1-0 |
| 優勝 | 2  | NEC俊英戦              | 2期    | 1987年    | 王銘宛七段       | 1-0 |
| 優勝 | 3  | IBM早碁オープン戦      | 3期    | 1989年    | 大平修三九段     | 1-0 |
| 奪取 | 4  | 棋聖戦                 | 19期   | 1995年3月 | 趙治勲棋聖       | 4-2 |
| 優勝 | 5  | NHK杯                  | 42期   | 1995年    | 清成哲也九段     | 1-0 |
| 奪取 | 6  | 碁聖戦                 | 20期   | 1995年    | 林海峰碁聖       | 3-2 |
| 優勝 | 7  | 竜星戦                 | 5期    | 1996年    | 中小野田智己七段 | 1-0 |
| 優勝 | 8  | アコム杯早碁オープン戦 | 5期    | 1998年9月 | 趙治勲九段       | 1-0 |
| 優勝 | 9  | 早碁選手権戦           | 33期   | 2000年    | 小林光一九段     | 1-0 |
| 優勝 | 10 | マスターズカップ       | 3期    | 2013年7月 | 石井邦生九段     | 1-0 |
| 優勝 | 11 | マスターズカップ       | 7期    | 2017年7月 | 趙治勲名誉名人   | 1-0 |

## タイトル歴
- 棋聖 1995年
- 碁聖 1995年

- IBM早碁オープン戦 1990年
- NHK杯テレビ囲碁トーナメント 1995年
- 竜星戦 1996年
- アコム杯全日本早碁オープン戦 1998年
- 早碁選手権戦 2000年
- フマキラー囲碁マスターズカップ 2013年、2017年

### その他の棋歴
国際棋戦 
- テレビ囲碁アジア選手権戦 準優勝 1989年
- 東洋証券杯世界選手権戦 準優勝 1997年
- 三星火災杯世界オープン戦 準優勝 1997年
- 世界囲碁選手権富士通杯 3位 1999年、ベスト4 2000年、ベスト8 2002、03年
- 日中囲碁交流
  - 1979年 3-3
  - 1984年日中囲碁決戦 2-0 孔祥明
  - 1986年日中囲碁決戦 0-2 馬暁春
- 日中スーパー囲碁
  - 1984年 0-1（×江鋳久）
  - 1986年 5-1（○銭宇平、○邵震中、○曹大元、○江鋳久、○劉小光、×馬暁春）
  - 1991年 2-1（○兪斌、○劉小光、×聶衛平）
  - 1992年 1-1（○兪斌、×馬暁春）
  - 1995年 0-1（×常昊）
- 農心辛ラーメン杯世界囲碁最強戦
  - 2001年 1-1（○崔哲瀚、×邵煒剛）

国内棋戦
- 留園杯争奪早碁トーナメント戦 優勝 1980年、1981年
- 新鋭トーナメント戦 優勝 1982年
- NEC俊英囲碁トーナメント戦 優勝 1987年
- 鳳凰杯オープントーナメント戦 優勝 2002年、準優勝 2003年
- NHK杯テレビ囲碁トーナメント 準優勝 1989、96年
- 棋聖戦 挑戦者 1997年、2007年
  - 全段争覇戦優勝 1984年
  - 各段戦優勝 五段戦 1979年、七段戦 1984年、九段戦 1994(棋聖位獲得)、99年
- 碁聖戦 挑戦者 1990、91、92年
- 名人戦 挑戦者 2005年
- アコム杯全日本早碁オープン戦、阿含・桐山杯全日本早碁オープン戦 準優勝 1995、2005年

## 受賞等
- 棋道賞 最優秀棋士賞 1995年、新人賞 1976年、敢闘賞 1990年

最多勝 1995年（44-13）、2005年（46-16）
勝率1位 1982年（31-8 .795）、1983年（35-9 .795）、1988年（24-6 .800）、1994年（34-7 .829）
連勝賞 1994年（18連勝）
- 秀哉賞 1995年
- テレビ囲碁番組制作者会賞 1995年
- ジャーナリストクラブ賞 2002年

## 著作
- 『棋聖 小林覚の世界 囲碁界のニューヒーロー』 日本棋院 1995年
- 『第十九期 棋聖決定七番勝負・激闘譜―趙治勲・小林覚 』読売新聞社
- 『第二十期 棋聖決定七番勝負・激闘譜―小林覚・趙治勲 』読売新聞社
- 『第二十一期 棋聖決定七番勝負・激闘譜―趙治勲・小林覚 』読売新聞社
- 『第三十一期　棋聖決定七番勝負 激闘譜―山下敬吾・小林覚 』読売新聞社
- 『第30期囲碁名人戦全記録―名人位決定七番勝負・挑戦者決定リーグ戦』朝日新聞社
- 『小林覚 (囲碁文庫 打碁鑑賞シリーズ2)』 日本棋院 2003年
- 『星への三々』河出書房新社 2003年
- 『小林覚名局細解』誠文堂新光社 2005年
- 『40歳からの囲碁入門 はじめての挑戦！』棋苑図書 1998年

他